# Walter Röhrl
Walter Röhrl né le 7 mars 1947 à Ratisbonne est un pilote automobile allemand qui fut entre autres deux fois Champion du monde des rallyes, une fois d'Europe, et une fois d'Afrique (et le seul à ce jour[Quand ?] à s'être imposé dans ces trois catégories), ainsi qu'à l'occasion un pilote d'endurance automobile.

## Biographie

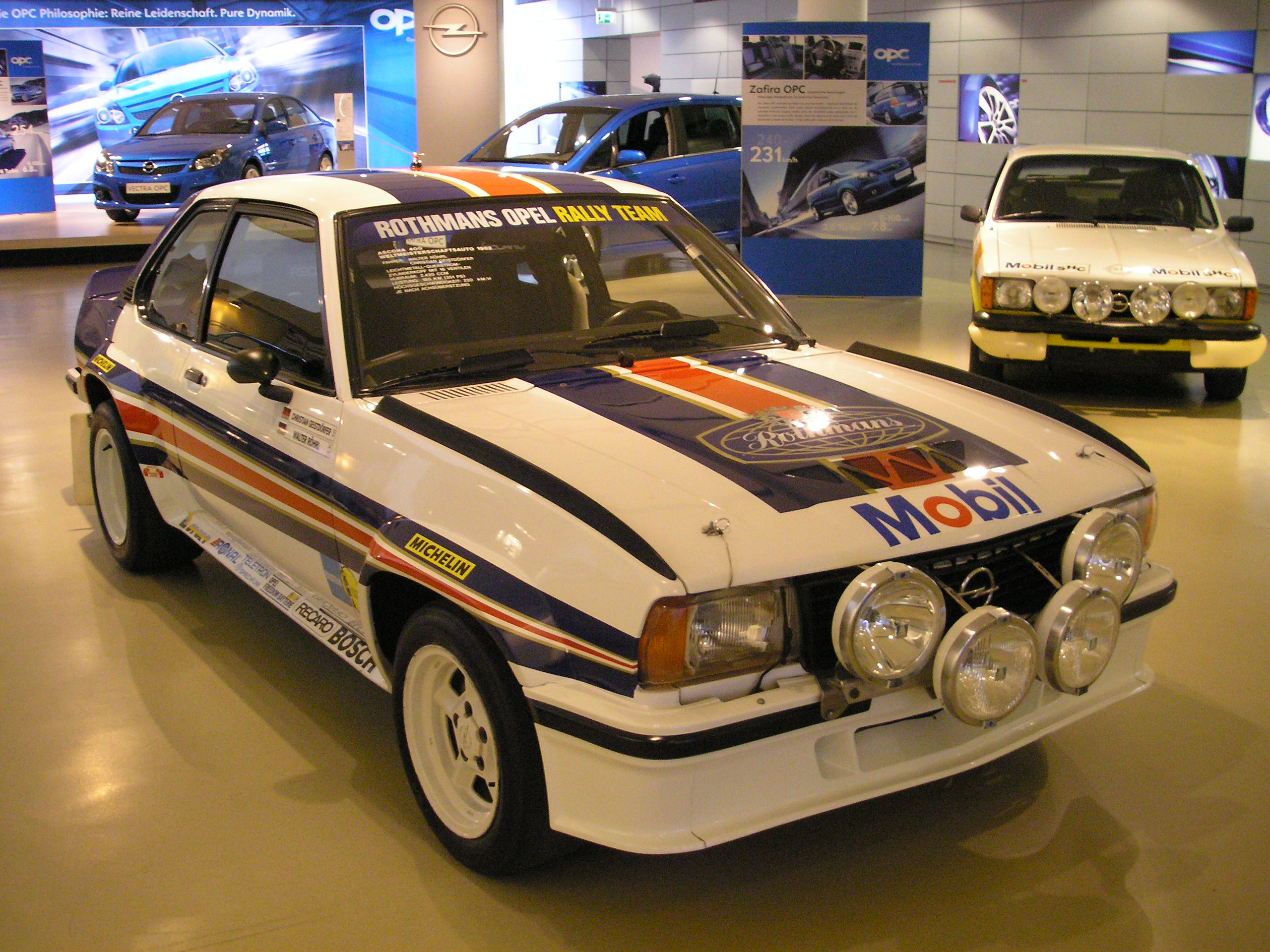
Opel Ascona 400 de Walter Röhrl

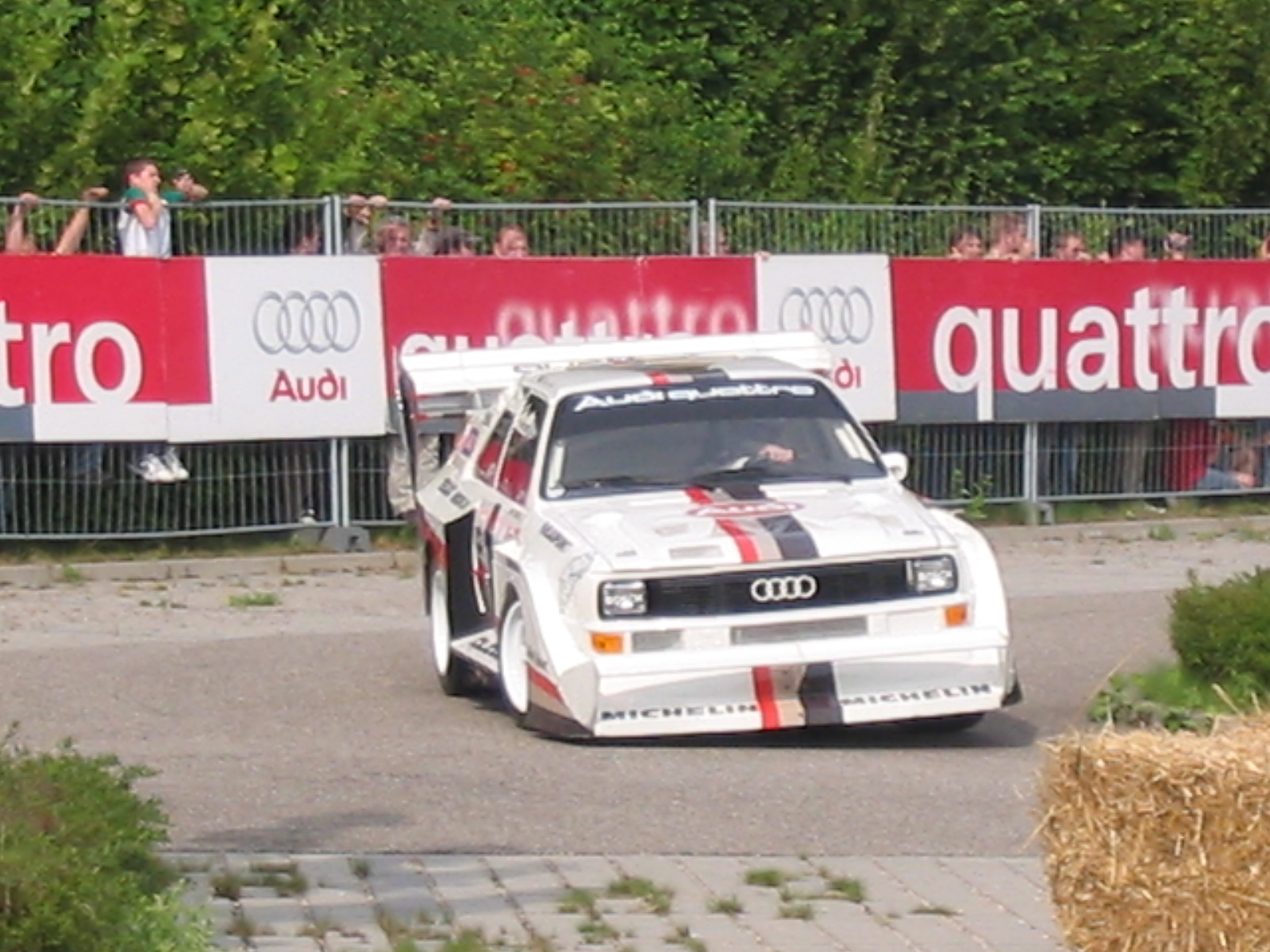
Walter Röhrl au volant de son Audi quattro S1 de Pikes Peak-2005

Il débute en rallyes en 1968, au rallye de Bavière (RFA) avec son ami copilote Herbert Maracek, sur Fiat 850 coupé. Il dispute son dernier rallye en 1987, sur Audi Quattro 200 au rallye des Trois Villes, encore en Allemagne.
L'anecdote suivante sur ses débuts est étonnante: les faits se passent en 1968 où un ami qu'il a accompagné en tant que spectateur lui propose de faire une épreuve de rallye avec lui. Il doit le copiloter, mais la personne se retrouve dans l'incapacité de conduire, et lui laisse ainsi le volant. Il gagne sa classe de cylindrée pour sa première course en n'ayant dépensé que 200 marks pour obtenir sa licence. Il fait alors encore quelques rallyes lors de cette même année 1968 financés par son ami, et remporte à chaque fois sa cylindrée, ce qui le fait remarquer par Opel qui l'engage pour l'année suivante en tant que pilote officiel désormais. Autant dire qu'il est le pilote au monde qui a investi le moins d'argent au départ pour réussir une carrière aussi exemplaire.
Il dispute son premier rallye du Championnat du monde, le 19 janvier 1973 au Monte-Carlo sur Opel Commodore GS/E (classé 45e) et le dernier le 31 mai 1987 à l'Acropolis Rally sur une Audi 200 Quattro, qui se solde par un abandon (moteur), soit 14 années de rang en WRC.
Il remporte 14 rallyes en mondial, 420 spéciales, et deux titres de champion du monde des rallyes (pas encore appelé WRC à l'époque).
Quatre fois vainqueur au Monte-Carlo (seul pilote à le remporter au volant de quatre bolides de marques différentes), trois fois vainqueur à l’Acropole, deux fois au Sanremo, il ne concourra jamais en Finlande (« trop dangereux »). C'est un pilote perfectionniste qui détestait les rallyes où lui et où sa voiture ne pouvaient être compétitifs. Le RAC et ses parcours secrets, en était un bon exemple. Il termina à une peu enviable 6e place en 1978 et 8e en 1979. À noter que son meilleur score sur cette épreuve fut une 5e place en 1974 sur une Opel Ascona. Par la suite lorsqu'il pouvait choisir comme en 1982, le titre en poche, il décidait de ne pas y participer.
À partir de 1992, il est pour une longue période embauché par Porsche, où il devient pilote d'essais, co-développeur pour toutes les Porsche de route et de compétition (notamment de la Carrera GT), ainsi que porte-parole de la marque.
Il participe également par la suite à plusieurs rallyes pour voitures historiques depuis sa retraite sportive, devenant aussi désormais un bon golfeur, après avoir été plus jeune un coureur de fond régulier et un amateur de trial durant les années 1970, le tout en forêt bavaroise (participant de la sorte régulièrement à l’Arber-Marathon) pour ses loisirs de détente extra-sportive de haut niveau.

## Palmarès

### Titres
| Saison | Titre | Voiture           |
| ------ | --- | ----------------- |
| 1973   | Vice-champion d'Europe des rallyes                                                                              | Opel Ascona Gr. 2 |
| 1974   | Champion d'Europe des rallyes                                                                                   | Opel Ascona       |
| 1980   | Champion du monde des rallyes                                                                                   | Fiat 131 Abarth   |
| 1982   | Champion d'Afrique des rallyes (car 1er au Rallye Côte d'Ivoire Bandama et 2e du Safari Rally du Kenya, en WRC) | Opel Ascona 400   |
| 1982   | Champion du monde des rallyes                                                                                   | Opel Ascona 400   |

### Victoires en rallye

#### Victoires en championnat de RFA

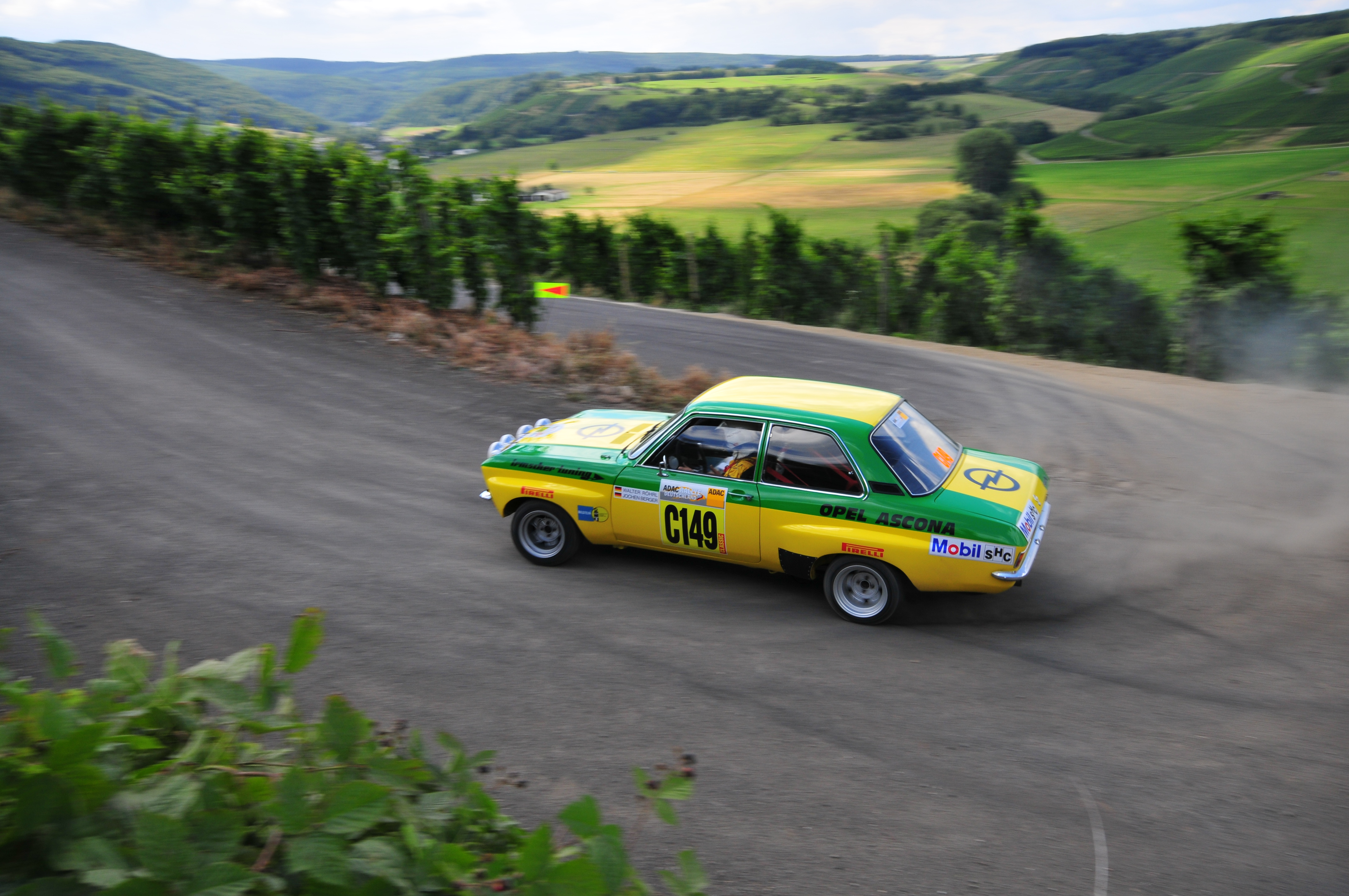
L'Opel Ascona 1.9 SR de W.Röhrl (lors des journées du rallye d'Allemagne 2008).

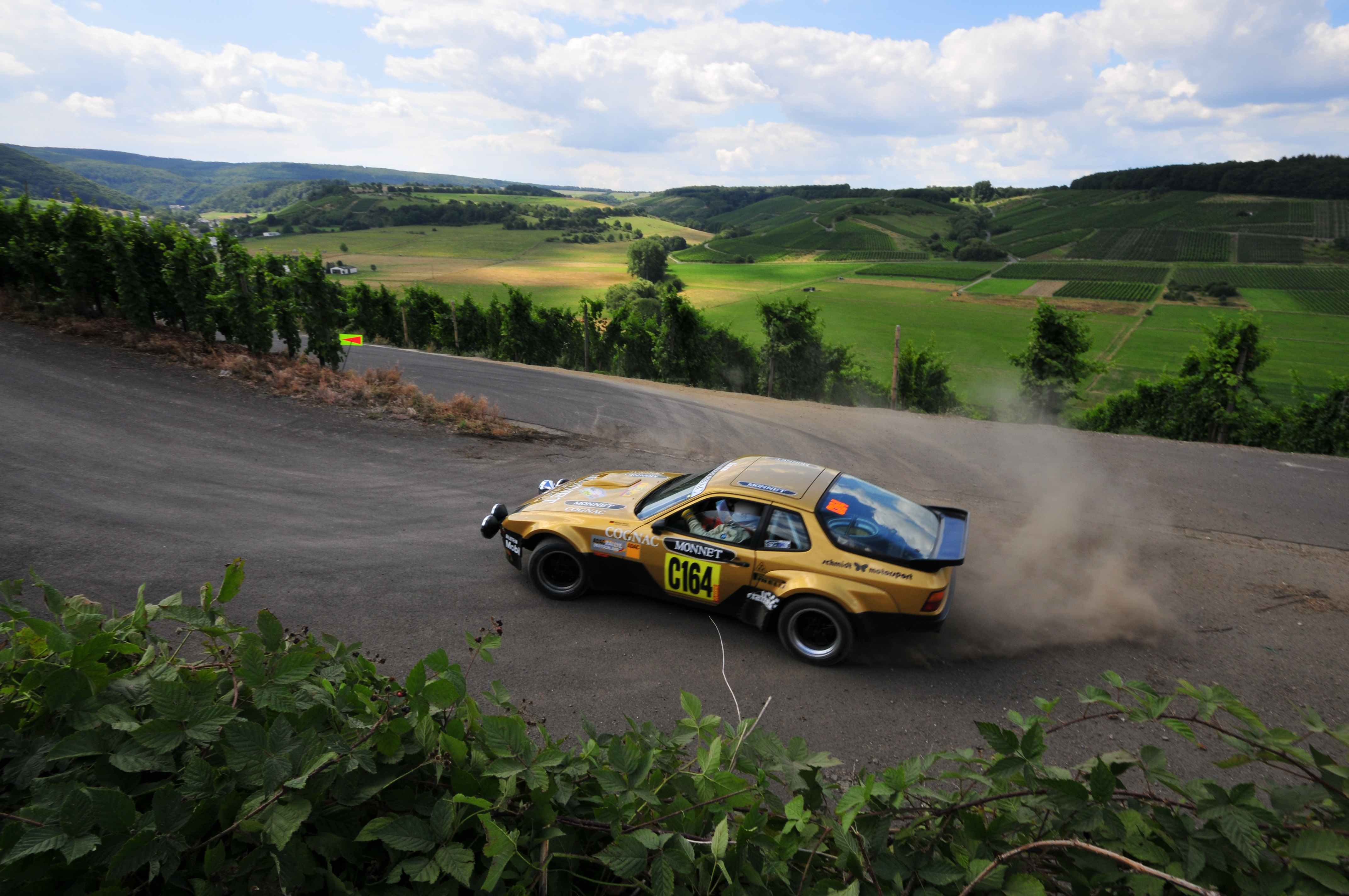
Sa Porsche 924 GTS 1981 (lors des mêmes journées).

- 1968: rallye de Bavière, en classe moins de 1 000 cm3 (Fiat 850 cm3)

...
- 1971: rallye de Wiesbaden, en groupe 2 (Ford Capri RS)
- 1971: rallye Rudolf Diesel, en groupe 2 (Ford Capri RS)

...
- 1974, 1980 et 1981: rallye de Hesse (Opel Ascona 1.9 SR; Fiat 131 Abarth; Porsch 924 GTS)
- 1978: rallye de Sarre (Lancia Stratos HF)
- 1978 et 1979: rallye du Hunsrück (Lancia Stratos HF)
- 1979: rallye de Bavière (Fiat 131 Abarth)
- 1979: rallye hivernal de Saxe (Fiat 131 Abarth)
- 1980: rallye du Hunsrück (Fiat 131 Abarth)
- 1981: rallye Vorderpfalz (Porsche 924 GTS)
- 1983: ADAC Rallye Deutschland (Lancia Rally 037, avec Christian Geistdörfer)
- 1984: rallye des 3 cités (Audi Quattro Sport)

#### Victoire en championnat des Pays-Bas
- 1974 : rallye des Tulipes (Opel Ascona)

#### Victoire en championnat d'Autriche
- 1985 : rallye Semperit (Audi Quattro S1)

#### Victoires en championnat d’Europe des rallyes

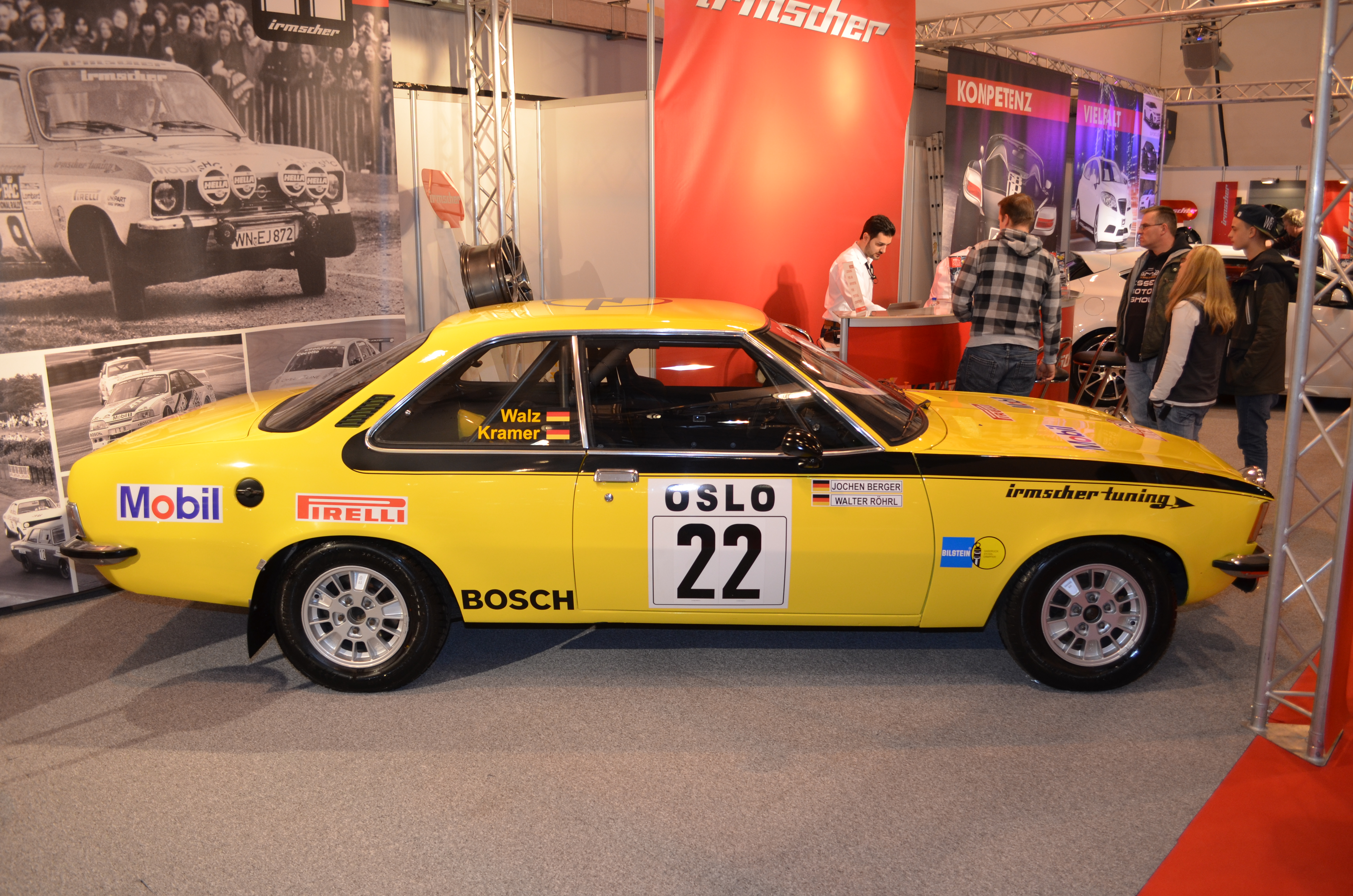
Opel Commodore GS/E (Monte Carlo 1973) de Walter Röhrl.

| #  | Saison | Rallye                        | Pays                       | Copilote              | Voiture            |
| -- | ------ | ----------------------------- | -------------------------- | --------------------- | ------------------ |
| 1  | 1972   | rallye de la Baltique         | Allemagne                  | Jochen Berger         | Ford Capri         |
| 2  | 1973   | Rallye Vltava (Moldau)        | République tchèque         | Jochen Berger         | Opel Ascona 1.9 SR |
| 3  | 1973   | Rallye du Danube              | Roumanie                   | Jochen Berger         | Opel Ascona 1.9 SR |
| 4  | 1973   | Rallye Munich-Vienne-Budapest | Allemagne Autriche Hongrie | Jochen Berger         | Opel Ascona 1.9 SR |
| 5  | 1974   | Rallye Firestone              | Espagne                    | Jochen Berger         | Opel Ascona 1.9 SR |
| 6  | 1974   | Rallye des Tulipes            | Pays-Bas                   | Jochen Berger         | Opel Ascona 1.9 SR |
| 7  | 1974   | Rallye de Hesse               | Allemagne                  | Jochen Berger         | Opel Ascona 1.9 SR |
| 8  | 1974   | Rallye Vltava                 | République tchèque         | Jochen Berger         | Opel Ascona 1.9 SR |
| 9  | 1974   | Rallye du Danube              | Roumanie                   | Jochen Berger         | Opel Ascona 1.9 SR |
| 10 | 1974   | Rallye de Lugano              | Suisse                     | Jochen Berger         | Opel Ascona 1.9 SR |
| 11 | 1976   | Rallye d'Ypres                | Belgique                   | Willi-Peter Pitz      | Opel Kadett GT/E   |
| 12 | 1978   | Rallye de Sarre               | Allemagne                  | Christian Geistdörfer | Lancia Stratos HF  |
| 13 | 1978   | Rallye du Hunsrück            | Allemagne                  | Christian Geistdörfer | Lancia Stratos HF  |
| 14 | 1979   | Rallye hivernal de Saxe       | Allemagne                  | Christian Geistdörfer | Fiat 131 Abarth    |
| 15 | 1979   | Rallye du Hunsrück            | Allemagne                  | Christian Geistdörfer | Fiat 131 Abarth    |
| 16 | 1980   | Rallye de Hesse               | Allemagne                  | Christian Geistdörfer | Fiat 131 Abarth    |
| 17 | 1980   | Rallye du Hunsrück            | Allemagne                  | Christian Geistdörfer | Fiat 131 Abarth    |
| 18 | 1981   | Rallye de Hesse               | Allemagne                  | Christian Geistdörfer | Porsche 924 GTS    |

#### Victoires en championnat du monde des rallyes
| #  | Saison | Rallye                         | Pays             | Copilote              | Voiture               |
| -- | ------ | ------------------------------ | ---------------- | --------------------- | --------------------- |
| 1  | 1975   | 22e Rallye de l'Acropole       | Grèce            | Jochen Berger         | Opel Ascona           |
| 2  | 1978   | 25e Rallye de l'Acropole       | Grèce            | Christian Geistdörfer | Fiat 131 Abarth       |
| 3  | 1978   | 6e Critérium du Québec         | Canada           | Christian Geistdörfer | Fiat 131 Abarth       |
| 4  | 1980   | 48e Rallye Monte-Carlo         | Monaco           | Christian Geistdörfer | Fiat 131 Abarth       |
| 5  | 1980   | 14e Rallye du Portugal         | Portugal         | Christian Geistdörfer | Fiat 131 Abarth       |
| 6  | 1980   | 2e Rallye Codasur              | Argentine        | Christian Geistdörfer | Fiat 131 Abarth       |
| 7  | 1980   | 22e Rallye Sanremo             | Italie           | Christian Geistdörfer | Fiat 131 Abarth       |
| 8  | 1982   | 50e Rallye Monte-Carlo         | Monaco           | Christian Geistdörfer | Opel Ascona 400       |
| 9  | 1982   | 14e Rallye de Côte d'Ivoire    | Côte d'Ivoire    | Christian Geistdörfer | Opel Ascona 400       |
| 10 | 1983   | 51e Rallye Monte-Carlo         | Monaco           | Christian Geistdörfer | Lancia Rally 037      |
| 11 | 1983   | 30e Rallye de l'Acropole       | Grèce            | Christian Geistdörfer | Lancia Rally 037      |
| 12 | 1983   | 13e Rallye de Nouvelle-Zélande | Nouvelle-Zélande | Christian Geistdörfer | Lancia Rally 037      |
| 13 | 1984   | 52e Rallye Monte-Carlo         | Monaco           | Christian Geistdörfer | Audi quattro A2       |
| 14 | 1985   | 27e Rallye Sanremo             | Italie           | Christian Geistdörfer | Audi Sport Quattro S1 |

### Autres podiums en championnat du monde des rallyes
- 2e du rallye de Sanremo, en 1979 et 1983;
- 2e du rallye de Nouvelle-Zélande, en 1980;
- 2e du tour de Corse, en 1980 et 1983;
- 2e du rallye Safari, en 1982 et 1987;
- 2e du rallye de l'Acropole, en 1982;
- 2e du rallye du Brésil, en 1982;
- 2e du rallye Monte-Carlo, en 1985;
- 3e du rallye de Suède, en 1982;
- 3e du rallye de Nouvelle-Zélande en 1982 et 1985;
- 3e du rallye de Sanremo, en 1982;
- 3e du rallye du Portugal, en 1983 et 1985;
- 3e du rallye Monte-Carlo, en 1987.

#### Résultats complets en championnat du monde des rallyes
| Saison | Équipe      | Départs | Victoires | Podiums | Abandons | Points | Classement final   |
| ------ | ----------- | ------- | --------- | ------- | -------- | ------ | ------------------ |
| 1973   | Privé       | 3       | 0         | 0       | 2        | -      | Pas de championnat |
| 1974   | Privé       | 2       | 0         | 0       | 1        | -      | Pas de championnat |
| 1975   | Privé       | 6       | 1         | 1       | 5        | -      | Pas de championnat |
| 1976   | Privé       | 6       | 0         | 0       | 5        | -      | Pas de championnat |
| 1977   | Privé       | 5       | 0         | 0       | 5        | -      | Pas de championnat |
| 1978   | Privé, Fiat | 6       | 2         | 2       | 2        | -      | Pas de championnat |
| 1979   | Privé, Fiat | 4       | 0         | 1       | 1        | 21     | 9e                 |
| 1980   | Privé, Fiat | 7       | 4         | 6       | 0        | 118    | Champion           |
| 1981   | Privé       | 1       | 0         | 0       | 1        | 0      | -                  |
| 1982   | Opel        | 10      | 2         | 8       | 1        | 131    | Champion           |
| 1983   | Lancia      | 6       | 3         | 6       | 0        | 102    | 2e                 |
| 1984   | Audi        | 6       | 1         | 1       | 4        | 26     | 11e                |
| 1985   | Audi        | 8       | 1         | 4       | 4        | 59     | 3e                 |
| 1986   | Audi        | 2       | 0         | 0       | 1        | 10     | 22e                |
| 1987   | Audi        | 3       | 0         | 2       | 1        | 27     | 11e                |
| Total  |             | 75      | 14        | 31      | 33       | 494    | 2 titres           |

### Pikes Peak
- 1987 : Pikes Peak International Hill Climb, sur Audi Sport Quattro S1 (USA ; premier pilote à descendre sous les 11 minutes, en 10 min 47 s 85)

### Résultats complets aux 24 Heures du Mans
| Année | Équipe                      | Voiture                     | Pilote             | Pilote         | Classement | Motif        |
| ----- | --------------------------- | --------------------------- | ------------------ | -------------- | ---------- | ------------ |
| 1981  | Porsche Systems Engineering | Porsche 944LM 2.5L Turbo I4 | Jürgen Barth       | –              | 7e         | –            |
| 1993  | Le Mans Porsche Team        | Porsche 911S LM GT          | Hans-Joachim Stuck | Hurley Haywood | Abandon    | Casse moteur |

### Autres participations et victoires
- 1980 : 1 000 kilomètres de Brands Hatch sur Lancia Beta Montecarlo Turbo (avec Riccardo Patrese)
- 1981 : 6 Heures de Silverstone sur Porsche 935J (avec Harald Grohs et Dieter Schornstein)
- 1988 à 1993: courses sur circuits (1988 à 1991 chez Audi; 1992 à 1993 chez Porsche); dont trois victoires pour Audi:
  - 1988: Trans-Am de Niagara Falls (Audi 200 quattro)
  - 1988: Trans-Am de Saint-Pétersbourg (Audi 200 quattro)
  - 1989 : 500 kilomètres de Watkins Glen (Audi 90 quattro)
- 1997 (mars, à son 50e anniversaire): Rallye San-Remo historique, sur Porsche (qu'il remporte avec Peter Göbel)
- 1998 : Tour Auto (Porsche 356)
- 2009: Rallye Costa Brava historique, sur Porsche 911 RSR, copilote également Peter Göbel, team Wolfgang Reile's Classic Power (vainqueurs)

## Distinctions
- 2000 (nov.): Pilote de rallyes du millénaire, désigné à Paris par ses pairs (lui-même estimant Tommi Mäkinen plus digne de ce titre que lui, et Christian Geistdörfer meilleur copilote (le sien…));
- 2000: Meilleur pilote de rallye de tous les temps, nommé ainsi par un jury de 100 experts en sport automobile, pour le journal spécialisé italien "Rally-Sprint" (2e Kankkunen, 3e Munari, 4e Sainz);
- 2011: Membre du Rally Hall of Fame (seconde promotion).

## Galerie photos

Les voitures de Walter Röhrl
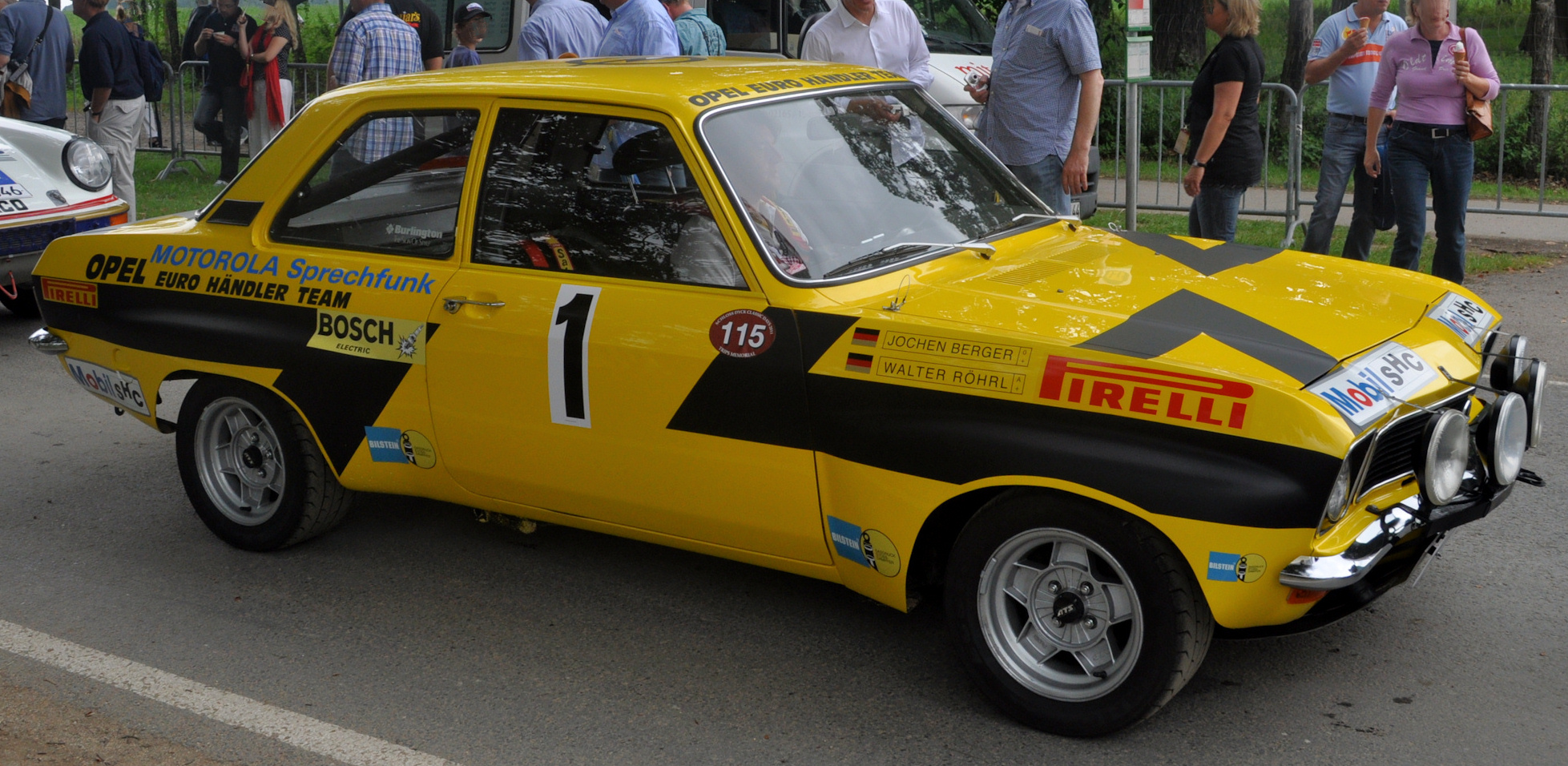
L'Opel Ascona de 1974 (championne d'Europe);
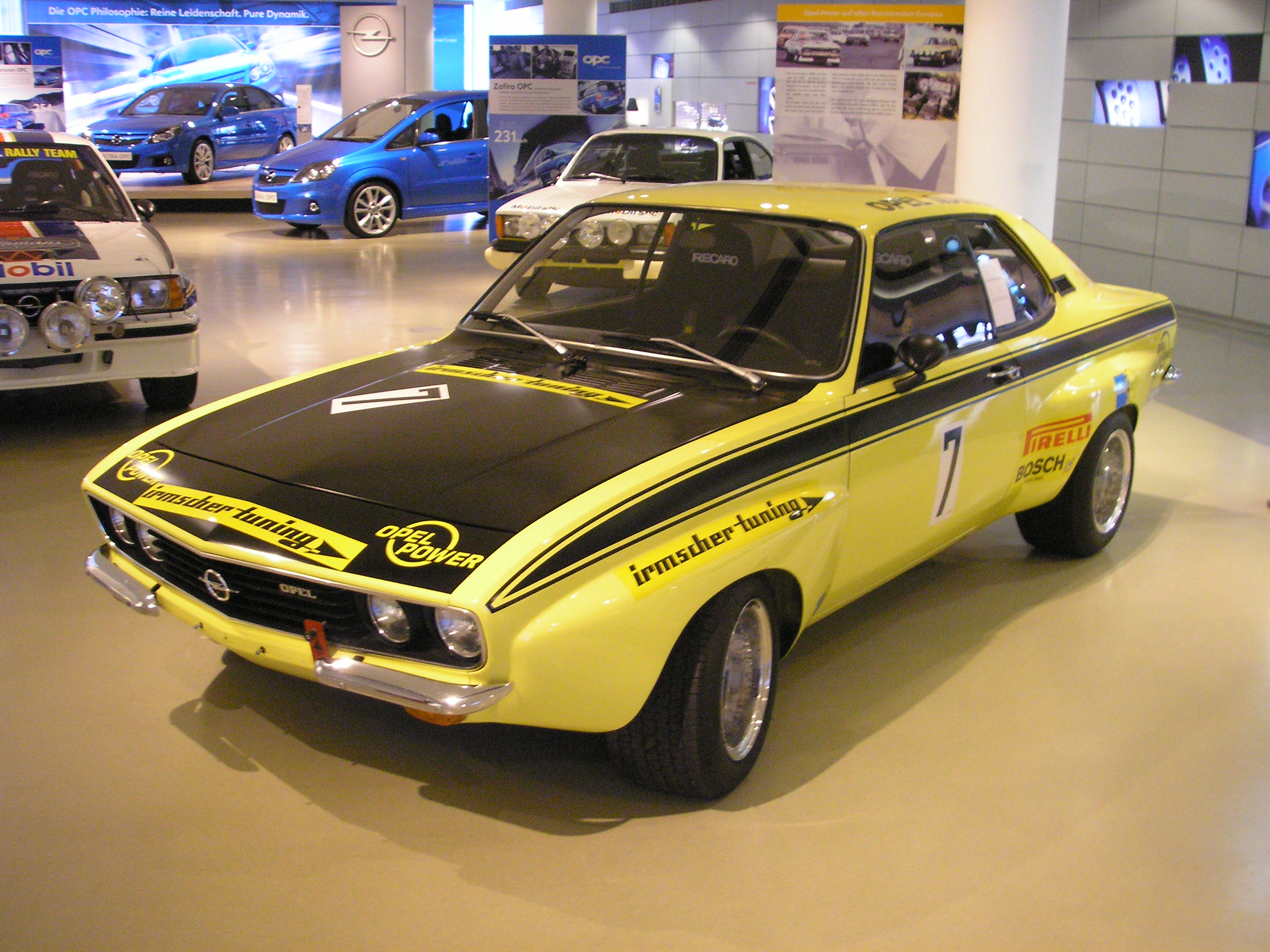
L'Opel Manta A de 1975;
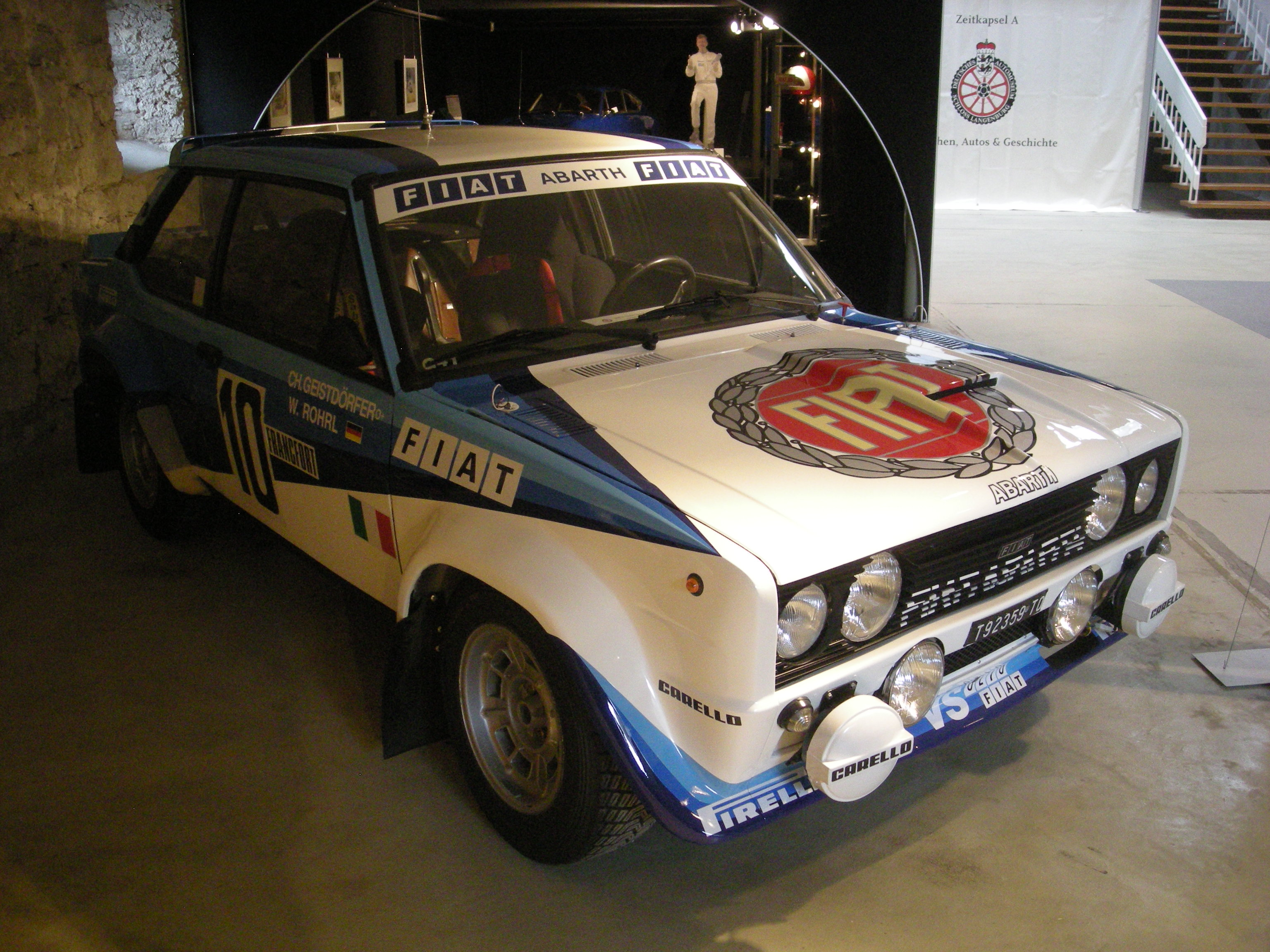
La Fiat 131 Rallye de Walter Rohrl au musée de Langenburg (Deutsches Automuseum);
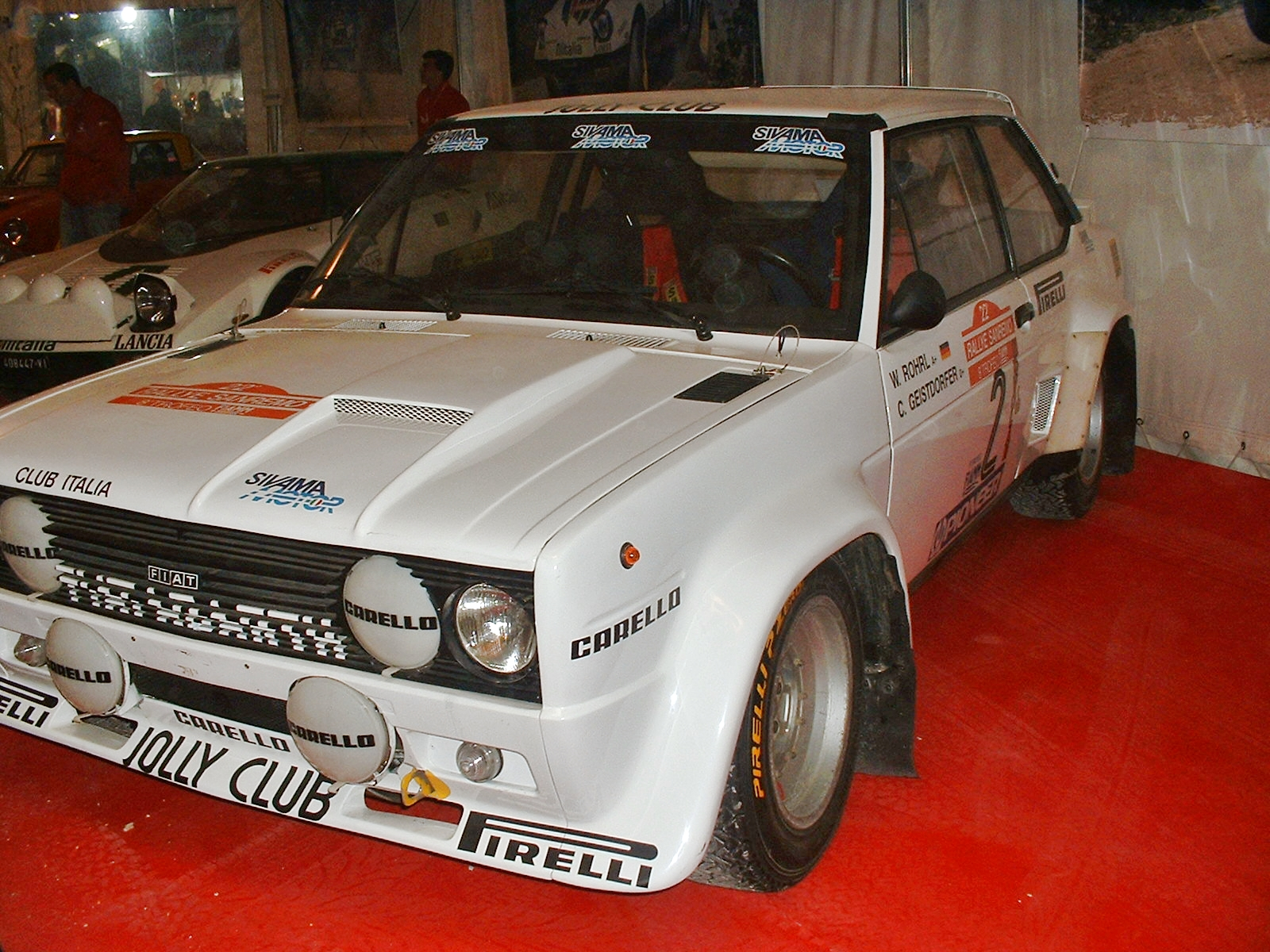
Sa Fiat 131 Abarth 1 du Rallye Sanremo 1980;
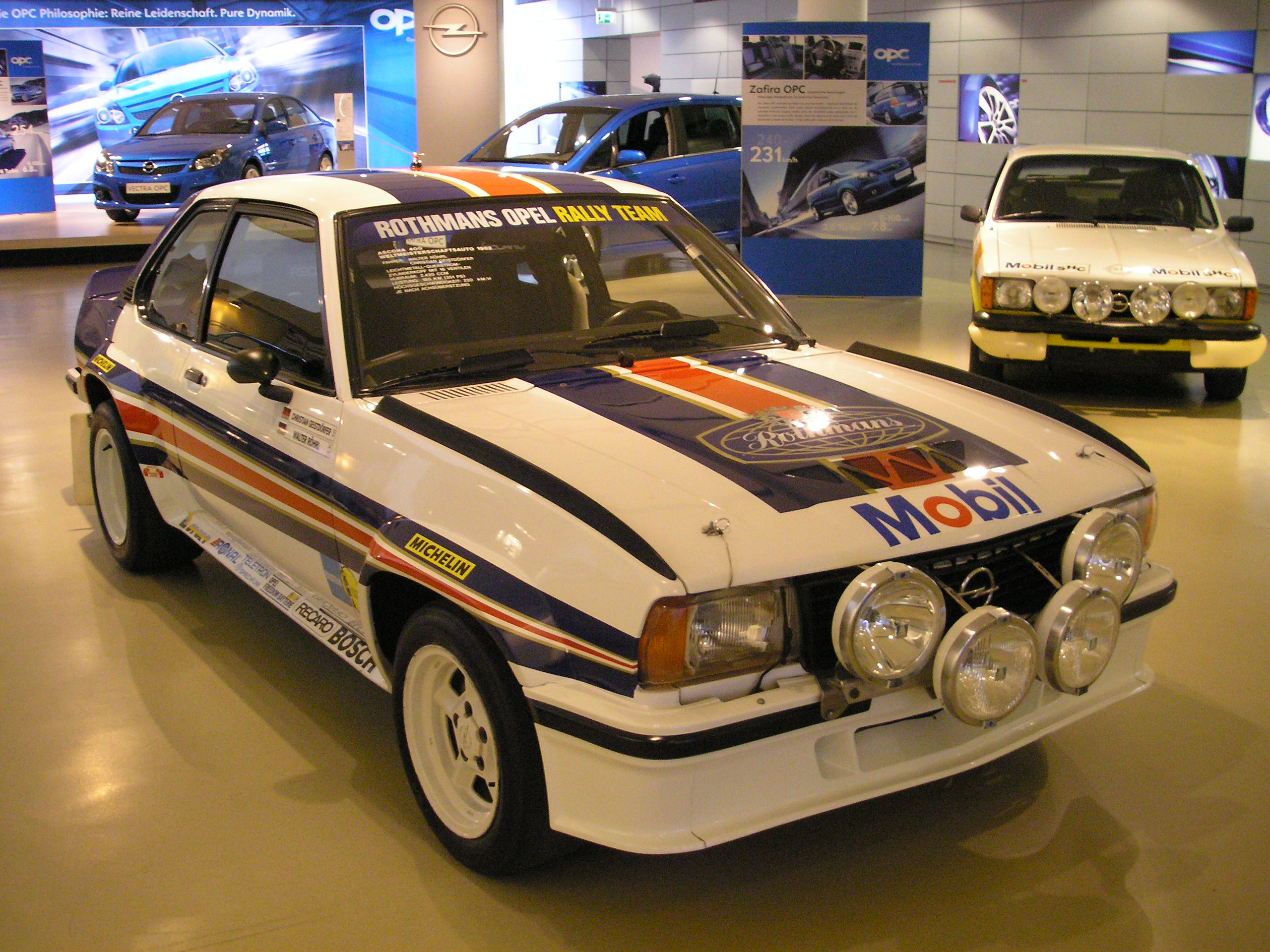
L'Opel Ascona 400 de 1982;
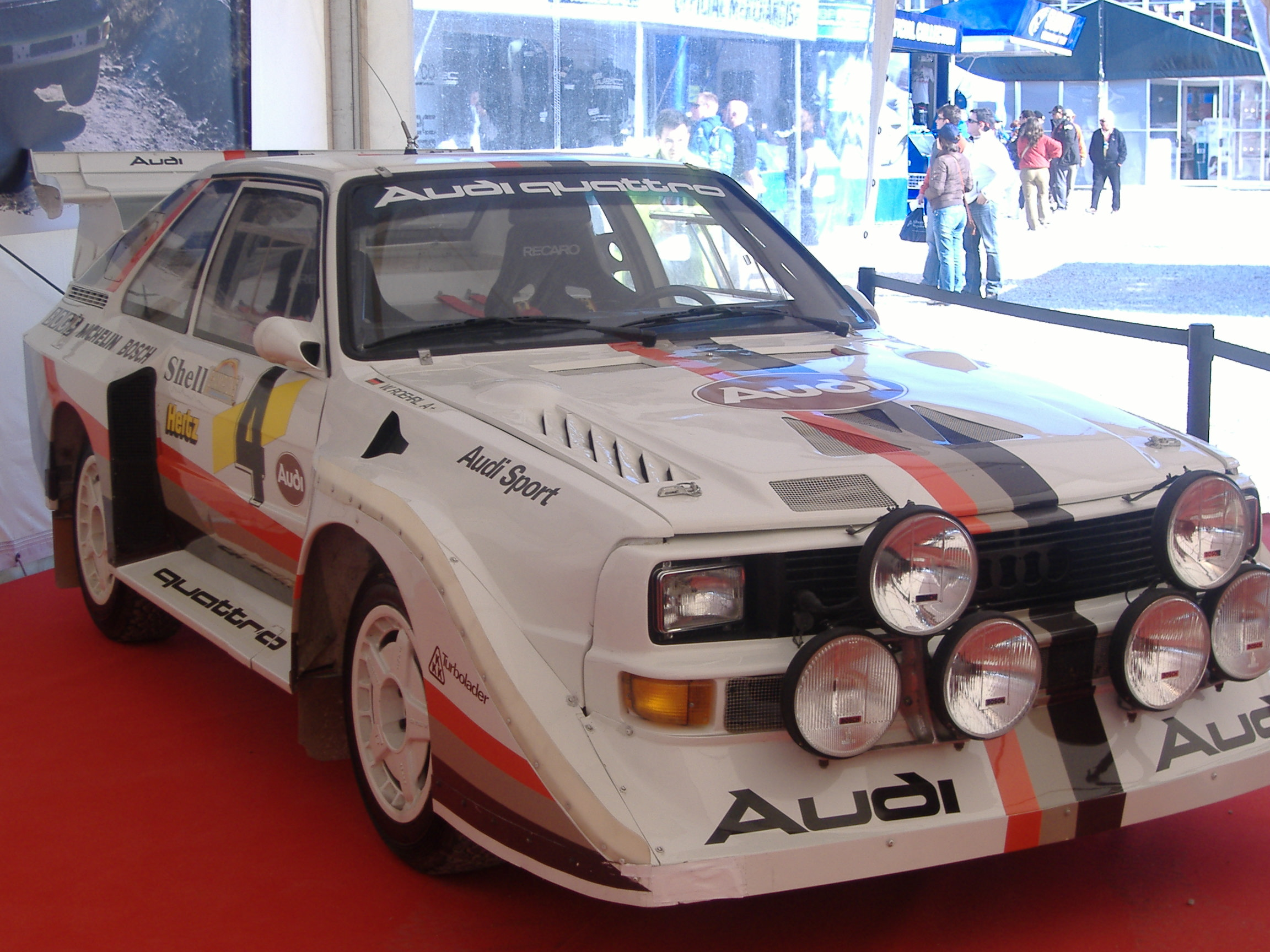
L'Audi Sport Quattro S1;
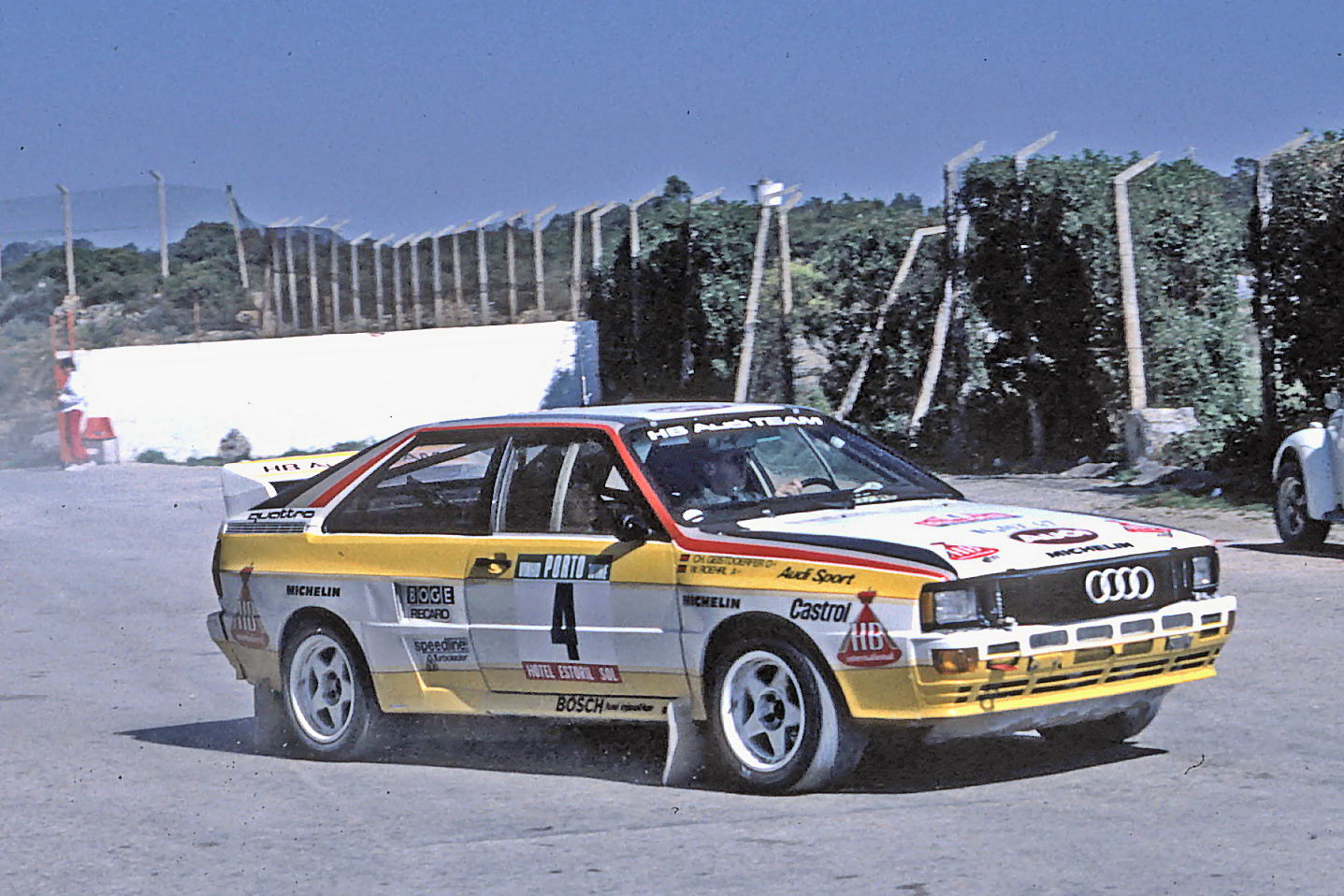
Röhrl dans son Audi Quattro A2, au Rallye du Portugal;
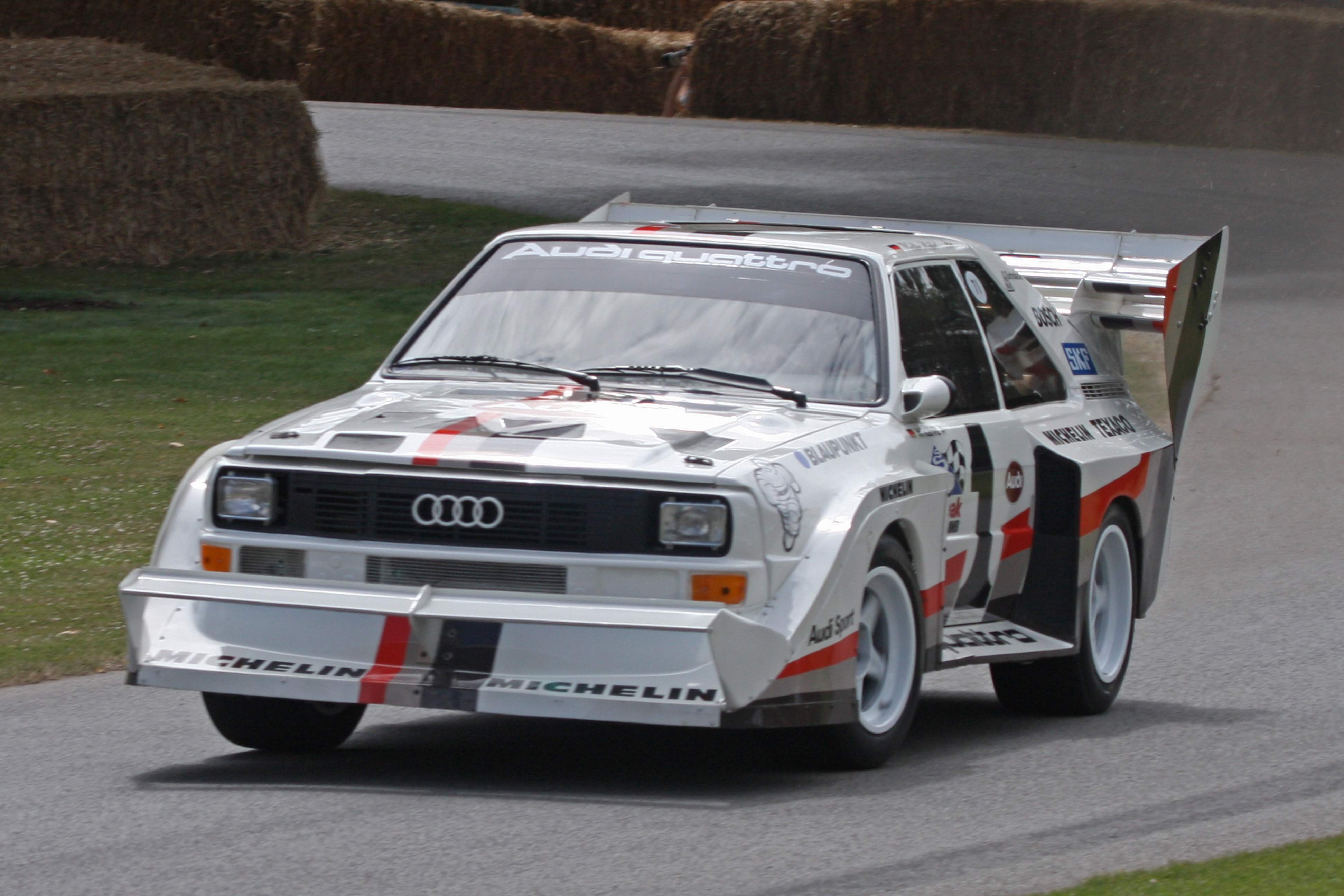
L'Audi Quattro S1 utilisée au Pikes Peak en 1987;
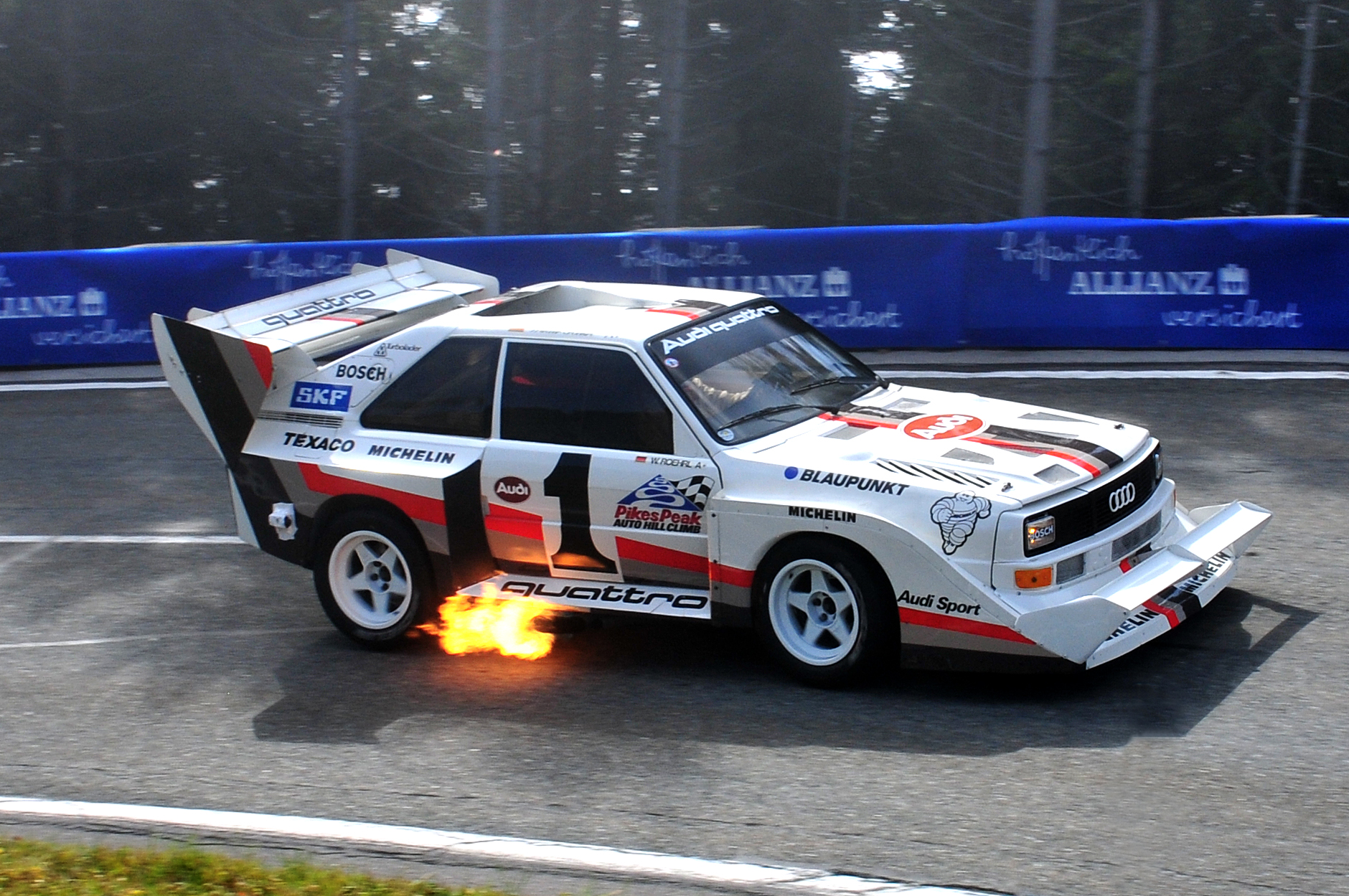
La même, en 2013.

## Vidéothèque
- Rally 1985 - San Remo, de Walter Röhrl et Christian Geistdorfer (VHS britannique).

## Dans la culture populaire
Il est incarné par Volker Bruch dans le film Race for Glory: Audi vs. Lancia (2024) de Stefano Mordini, qui revient sur la rivalité entre Audi et Lancia durant le championnat du monde des rallyes 1983.

## Liens externes

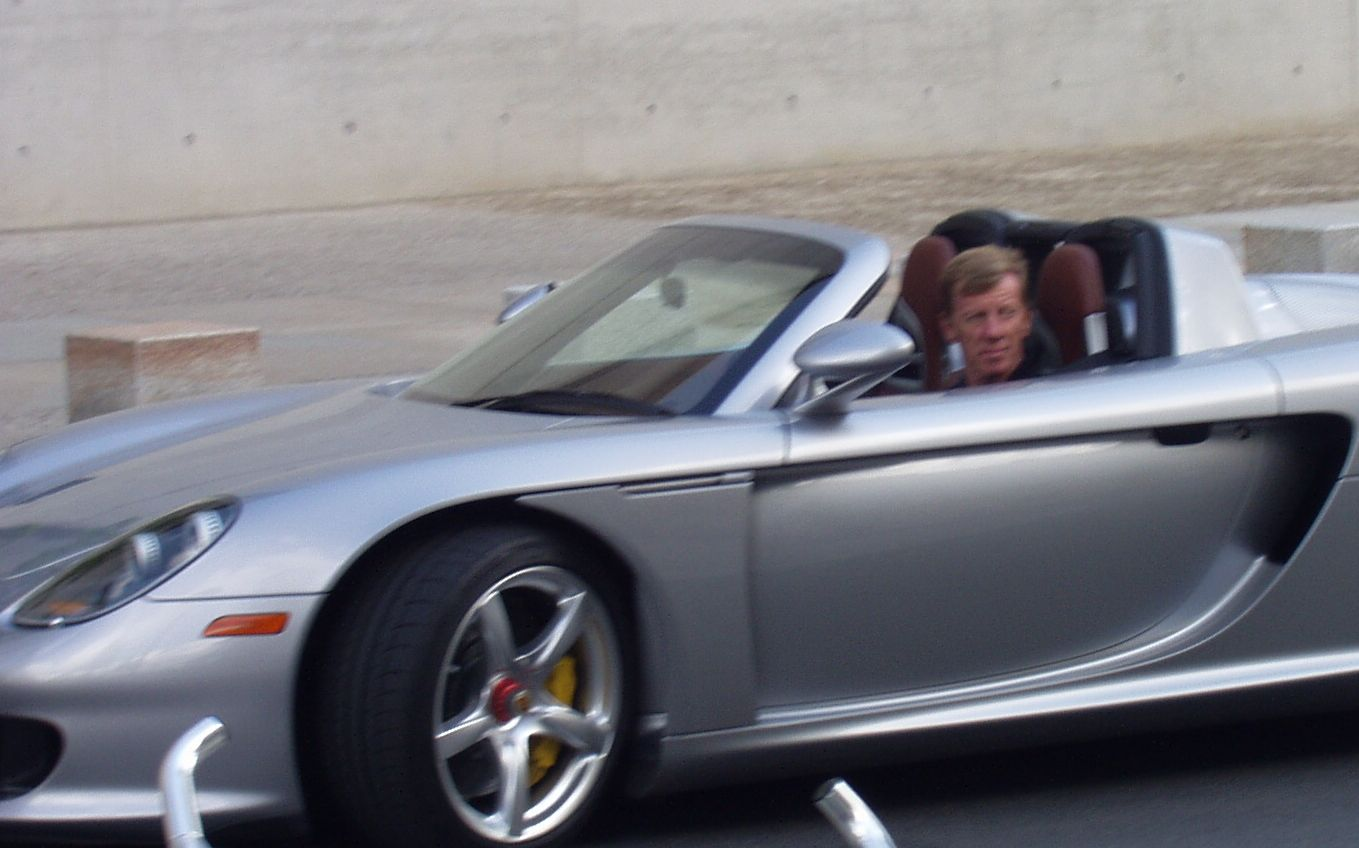
Walter Röhrl en 2003 à Berlin… sur Porsche.